# Hymenopappus (revista)
Hymenopappus (revista) (abreviado Hymenopappus) es una revista con descripciones botánicas que fue  editada por el magistrado francés del siglo XVIII, y  apasionado botánico, Charles Louis L'Héritier de Brutelle en el año 1788.